# Livin' It Up!
| Recensione | Giudizio |
| ---------- | -------- |
| AllMusic   | [ 1 ]    |

Livin' It Up! è il quinto ed ultimo album di Sammy Hagar e del gruppo Waboritas, uscito nel 2006 per l'Etichetta discografica Rhino.

## Tracce
1. Bob Daspit, Sammy Hagar, Nicole Summerwood – Sam I Am – 2:56
2. Sammy Hagar – Living on a Coastline – 4:20
3. Sammy Hagar – Mexico – 3:34
4. Sammy Hagar – The Way We Live – 4:39
5. Scotty Emerick, Toby Keith – I Love This Bar – 3:41
6. Kenny Chesney, Sammy Hagar – One Sip – 2:18
7. Bob Dylan – Rainy Day Women #12/#35 – 3:37
8. Sammy Hagar – Halfway to Memphis – 4:23
9. Sammy Hagar – Sailin' – 4:21
10. Sammy Hagar, Alvertis Isbell – Let Me Take You There – 4:24
11. Sammy Hagar – Someday – 2:58

## Formazione
- Sammy Hagar - voce, chitarra
- Victore Johnson- chitarra
- David Lauser - batteria
- Mona Gnader - basso